# Maya Parbhoe
Maya Parbhoe est une femme d'affaires et une femme politique surinamaise. Elle est candidate aux élections présidentielles surinamaises de 2025. Depuis décembre 2024, elle est membre du Parti national du Suriname. Elle est PDG de Daedalus Labs et membre du conseil d'administration d'Icarus Geo.

## Biographie

### Jeunesse
Le 4 septembre 2001, alors que Parbhoe avait 13 ans, son père Winod Parbhoe a été assassiné, selon sa fille, quelques jours après avoir dénoncé la corruption. Winod était actif dans l'industrie des casinos au Suriname.

### Carrière
À l'âge de 15 ans, elle a créé Quickship, une entreprise de logistique.

### Études
De 2006 à 2008, Parbhoe a étudié l'économétrie à l'Université Érasme de Rotterdam. Elle a ensuite obtenu un Baccalauréat en Administration des Affaires (BBA) à la Hogeschool Inholland et un BBA à l'Université Internationale de Floride.

### Élections présidentielles de 2025
Parbhoe est l'une des candidates aux élections présidentielles surinamaises de 2025, dans le cadre du Parti national du Suriname, pour lequel le chef de parti Gregory Rusland lui a accordé un espace.